# Caecidae
Caecidae — семейство морских и солоноватоводных брюхоногих моллюсков из надсемейства Truncatelloidea отряда Littorinimorpha.

## Места обитания
Эти крошечные трубчатые раковины можно обнаружить в морских отложениях, среди водорослей и губок в теплых и умеренных морях.

## Описание раковины
Раковины представителей этого семейства необычны тем, что раковина взрослой особи представляет собой изогнутую трубку. В подсемействе Caecinae протоконх утрачен, и трубка запечатана постоянной известковой пробкой на одном конце. В подсемействах Ctiloceratinae и Strebloceratinae протоконх сохраняется. На другом конце трубка запечатана круглой крышечкой. Спиральная часть почти всегда утрачивается при перерастании ювенильной стадии. Цвет раковины от белого до бледно-жёлтого.

## Классификация
По данным World Register of Marine Species, на декабрь 2024 года семейство включает 3 подсемейства и 10 родов:
- Caecinae J. E. Gray, 1850
  - Caecum J. Fleming, 1813
  - Mauroceras Vannozzi, 2019
  - Meioceras P. P. Carpenter, 1859
  - Pizzinia Vannozzi, 2017
- Ctiloceratinae Iredale & Laseron, 1957
  - Ctiloceras R. B. Watson, 1886
  - Enigmerces Iredale & Laseron, 1957
  - Jayella Iredale & Laseron, 1957
  - Parastrophia de Folin, 1869
  - Ponderoceras Bandel, 1996
- Strebloceratinae Bandel, 1996
  - Strebloceras P. P. Carpenter, 1859